# 静岡市中央体育館

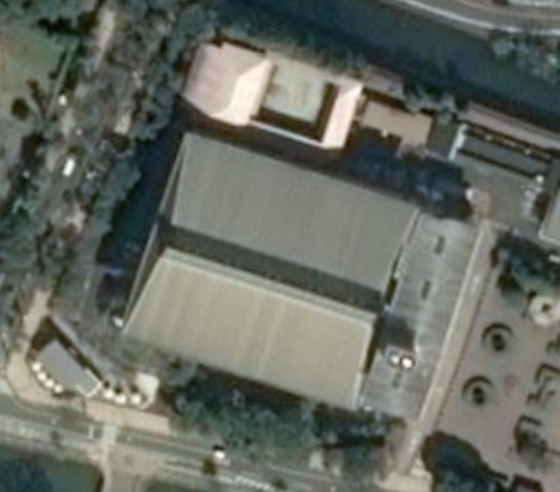
衛星写真

静岡市中央体育館（しずおかしちゅうおうたいいくかん）は、静岡県静岡市葵区に所在する体育館である。
B.LEAGUE に所属しているベルテックス静岡のホームアリーナでもある。

## 施設
- メインアリーナ - 61.0メートル × 40.0メートル[3]